# Liga A1 de Vóley 2004-05
La Liga Argentina de Voleibol 2004-05 fue la novena edición esta competencia nacional de clubes y se inició el 22 de octubre de 2004 con el partido entre Rosario Scholem Sonder y Swiss Medical Monteros, y finalizó el 27 de abril de 2005 con el partido final entre Swiss Medical Monteros y Orígenes Bolívar, que coronó a Monteros como campeón nacional por primera vez.

## Equipos participantes
| Club                    | Localidad                 | Localía                        | Temporada 2003-04      | Camp. | Part. |
| ----------------------- | ------------------------- | ------------------------------ | ---------------------- | ----- | ----- |
| Alianza Córdoba         | Jesús María, Córdoba      | Jesús María, Córdoba           | Fase regular (10.°)    | —     | 2     |
| Azul Vóley Club         | Azul, Buenos Aires        | Azul, Buenos Aires             | Cuartos de final (8.°) | 1     | 7     |
| Bolívar                 | Bolívar, Buenos Aires     | Bolívar, Buenos Aires          | Campeón (1.°)          | 1     | 1     |
| Club de Amigos          | Ciudad de Buenos Aires    | Ciudad de Buenos Aires         | Semifinales (3.°)      | —     | 8     |
| Conarpesa Caleta Olivia | Caleta Olivia, Santa Cruz | Caleta Olivia, Santa Cruz      | Semifinales (4.°)      | —     | 1     |
| Le Coq Hacoaj Saladillo | Tigre, Buenos Aires       | Saladillo, Buenos Aires        | Cuartos de final (7.°) | 1     | 8     |
| Obras Sanitarias        | San Juan, San Juan        | San Juan, San Juan             | Fase regular (11.°)    | —     | 8     |
| River Plate             | Ciudad de Buenos Aires    | Ciudad de Buenos Aires         | Cuartos de final (6.°) | 1     | 8     |
| Rosario Scholem Sonder  | Rosario, Santa Fe         | Rosario, Santa Fe              | Fase regular (12.°)    | —     | 1     |
| San Lorenzo de Almagro  | Ciudad de Buenos Aires    | Necochea, Buenos Aires         | 1.° (Liga A2)          | —     | 0     |
| Swiss Medical Monteros  | Monteros, Tucumán         | San Miguel de Tucumán, Tucumán | Final (2.°)            | —     | 5     |
| Vélez Sársfield         | Ciudad de Buenos Aires    | Benito Juárez, Buenos Aires    | Cuartos de final (5.°) | —     | 8     |

## Fase regular
Referencia: Somos Vóley.
| Pos. | Equipo                  | PJ | PG | PP | SG | SP | TG   | TP   | Pts |
| ---- | ----------------------- | -- | -- | -- | -- | -- | ---- | ---- | --- |
| 1.º  | Rosario Scholem Sonder  | 22 | 17 | 5  | 56 | 25 | 1948 | 1746 | 51  |
| 2.º  | Club de Amigos          | 22 | 14 | 8  | 55 | 30 | 1980 | 1831 | 45  |
| 3.º  | Conarpesa Caleta Olivia | 22 | 17 | 5  | 54 | 33 | 2029 | 1914 | 44  |
| 4.º  | Obras Sanitarias        | 22 | 12 | 10 | 46 | 38 | 1882 | 1865 | 40  |
| 5.º  | Orígenes Bolívar        | 22 | 13 | 9  | 51 | 42 | 2084 | 2026 | 37  |
| 6.º  | Swiss Medical Monteros  | 22 | 13 | 9  | 46 | 40 | 1976 | 1928 | 37  |
| 7.º  | Vélez Sársfield         | 22 | 10 | 12 | 44 | 48 | 2057 | 2060 | 32  |
| 8.º  | Alianza Córdoba         | 22 | 11 | 11 | 41 | 46 | 1926 | 1963 | 30  |
| 9.º  | River Plate             | 22 | 9  | 13 | 39 | 51 | 1981 | 2079 | 26  |
| 10.º | Azul Vóley Club         | 22 | 7  | 15 | 37 | 56 | 2017 | 2122 | 24  |
| 11.º | Náutico Hacoaj          | 22 | 7  | 15 | 35 | 50 | 1884 | 1992 | 23  |
| 12.º | San Lorenzo de Almagro  | 22 | 2  | 20 | 19 | 64 | 1750 | 1988 | 7   |

|  |                                             |
|  | Clasificados a cuartos de final.            |
|  | Juega la serie por la Permanencia.          |
|  | Descendido a la Liga A2 de Vóley Argentino. |

## Segunda fase; permanencia
Le Coq Hacoaj Saladillo - Boca Juniors
| Fecha       | Local                   | Resultado | Visitante               | Set 1 | Set 2 | Set 3 | Set 4 | Set 5 |
| ----------- | ----------------------- | --------- | ----------------------- | ----- | ----- | ----- | ----- | ----- |
| 9 de marzo  | Le Coq Hacoaj Saladillo | 2-3       | Boca Juniors            | 27-29 | 25-19 | 25-20 | 22-25 | 16-18 |
| 13 de marzo | Boca Juniors            | 3-0       | Le Coq Hacoaj Saladillo | 25-21 | 25-20 | 25-19 | -     | -     |

- Le Coq Hacoaj Saladillo desciende a la Liga A2 de Vóley Argentino.
- Boca Juniors asciende a la Liga A1 de Vóley Argentino.

## Segunda fase, play-offs
|  | Cuartos de final | Cuartos de final        | Cuartos de final |                        |     | Semifinales            | Semifinales | Semifinales |  |     | Final            | Final | Final |  |
|  |                  |                         |                  |                        |     |                        |             |             |  |     |                  |       |       |  |
|  |                  |                         |                  |                        |     |                        |             |             |  |     |                  |       |       |  |
|  | 1.°              | Rosario Scholem Sonder  | 3                |                        |     |                        |             |             |  |     |                  |       |       |  |
|  | 1.°              | Rosario Scholem Sonder  | 3                |                        |     |                        |             |             |  |     |                  |       |       |  |
|  | 8.°              | Alianza Córdoba         | 0                |                        |     |                        |             |             |  |     |                  |       |       |  |
|  | 8.°              | Alianza Córdoba         | 0                |                        | 1.° | Rosario Scholem Sonder | 1           |             |  |     |                  |       |       |  |
|  |                  |                         |                  |                        | 1.° | Rosario Scholem Sonder | 1           |             |  |     |                  |       |       |  |
|  |                  |                         | 5.°              | Orígenes Bolívar       | 3   |                        |             |             |  |     |                  |       |       |  |
|  | 4.°              | Obras Sanitarias (SJ)   | 5.°              | Orígenes Bolívar       | 3   | 1                      |             |             |  |     |                  |       |       |  |
|  | 4.°              | Obras Sanitarias (SJ)   |                  |                        |     |                        |             |             |  |     |                  |       |       |  |
|  | 5.°              | Orígenes Bolívar        | 3                |                        |     |                        |             |             |  |     |                  |       |       |  |
|  | 5.°              | Orígenes Bolívar        | 3                |                        |     |                        |             |             |  | 5.° | Orígenes Bolívar | 1     |       |  |
|  |                  |                         |                  |                        |     |                        |             |             |  | 5.° | Orígenes Bolívar | 1     |       |  |
|  |                  |                         | 6.°              | Swiss Medical Monteros | 4   |                        |             |             |  |     |                  |       |       |  |
|  | 2.°              | Club de Amigos          | 6.°              | Swiss Medical Monteros | 4   | 2                      |             |             |  |     |                  |       |       |  |
|  | 2.°              | Club de Amigos          |                  |                        |     |                        |             |             |  |     |                  |       |       |  |
|  | 7.°              | Vélez Sarsfield         | 3                |                        |     |                        |             |             |  |     |                  |       |       |  |
|  | 7.°              | Vélez Sarsfield         | 3                |                        | 6.° | Swiss Medical Monteros | 3           |             |  |     |                  |       |       |  |
|  |                  |                         |                  |                        | 6.° | Swiss Medical Monteros | 3           |             |  |     |                  |       |       |  |
|  |                  |                         | 7.°              | Vélez Sarsfield        | 2   |                        |             |             |  |     |                  |       |       |  |
|  | 3.°              | Conarpesa Caleta Olivia | 7.°              | Vélez Sarsfield        | 2   | 2                      |             |             |  |     |                  |       |       |  |
|  | 3.°              | Conarpesa Caleta Olivia |                  |                        |     |                        |             |             |  |     |                  |       |       |  |
|  | 6.°              | Swiss Medical Monteros  | 3                |                        |     |                        |             |             |  |     |                  |       |       |  |
|  | 6.°              | Swiss Medical Monteros  | 3                |                        |     |                        |             |             |  |     |                  |       |       |  |
|  |                  |                         |                  |                        |     |                        |             |             |  |     |                  |       |       |  |

El equipo que figura en la primera línea es quien obtuvo la ventaja de localía.
El resultado que figura al lado de cada equipo es la sumatoria de partidos ganados.

### Cuartos de final
Rosario Scholem Sonder - Alianza Córdoba
| Fecha      | Local                  | Resul | Visitante              | Set 1 | Set 2 | Set 3 | Set 4 | Set 5 |
| ---------- | ---------------------- | ----- | ---------------------- | ----- | ----- | ----- | ----- | ----- |
| 2 de marzo | Rosario Scholem Sonder | 3 - 2 | Alianza Córdoba        | 24-26 | 19-25 | 25-12 | 25-21 | 15-7  |
| 4 de marzo | Rosario Sonder         | 3 - 1 | Alianza Córdoba        | 25-22 | 26-28 | 25-21 | 25-23 | —     |
| 9 de marzo | Alianza Córdoba        | 1 - 3 | Rosario Scholem Sonder | 17-25 | 16-25 | 27-25 | 23-25 | —     |

Obras Sanitarias (San Juan) - Orígenes Bolívar
| Fecha       | Local                 | Resul | Visitante             | Set 1 | Set 2 | Set 3 | Set 4 | Set 5 |
| ----------- | --------------------- | ----- | --------------------- | ----- | ----- | ----- | ----- | ----- |
| 2 de marzo  | Obras Sanitarias (SJ) | 1 - 3 | Orígenes Bolívar      | 23-25 | 23-25 | 25-20 | 22-25 | —     |
| 4 de marzo  | Obras Sanitarias (SJ) | 3 - 0 | Orígenes Bolívar      | 25-19 | 25-21 | 26-24 | —     | —     |
| 9 de marzo  | Orígenes Bolívar      | 3 - 0 | Obras Sanitarias (SJ) | 26-24 | 29-27 | 25-15 | —     | —     |
| 11 de marzo | Orígenes Bolívar      | 3 - 1 | Obras Sanitarias (SJ) | 25-13 | 25-19 | 23-25 | 25-22 | —     |

Conarpesa Caleta Olivia - Swiss Medical Monteros
| Fecha       | Local                   | Resul | Visitante               | Set 1 | Set 2 | Set 3 | Set 4 | Set 5 |
| ----------- | ----------------------- | ----- | ----------------------- | ----- | ----- | ----- | ----- | ----- |
| 2 de marzo  | Conarpesa Caleta Olivia | 3 - 2 | Swiss Medical Monteros  | 28-26 | 21-25 | 25-21 | 21-25 | 19-17 |
| 4 de marzo  | Conarpesa Caleta Olivia | 1 - 3 | Swiss Medical Monteros  | 19-25 | 13-25 | 25-23 | 23-25 | —     |
| 9 de marzo  | Swiss Medical Monteros  | 1 - 3 | Conarpesa Caleta Olivia | 14-25 | 22-25 | 25-21 | 15-25 | —     |
| 11 de marzo | Swiss Medical Monteros  | 3 - 2 | Conarpesa Caleta Olivia | 25-21 | 19-25 | 25-22 | 26-28 | 15-13 |
| 16 de marzo | Conarpesa Caleta Olivia | 2 - 3 | Swiss Medical Monteros  | 23-25 | 25-15 | 23-25 | 25-22 | 11-15 |

Club de Amigos - Vélez Sarsfield
| Fecha       | Local           | Resul | Visitante       | Set 1 | Set 2 | Set 3 | Set 4 | Set 5 |
| ----------- | --------------- | ----- | --------------- | ----- | ----- | ----- | ----- | ----- |
| 2 de marzo  | Club de Amigos  | 2 - 3 | Vélez Sarsfield | 14-25 | 15-25 | 25-23 | 25-18 | 13-15 |
| 4 de marzo  | Club de Amigos  | 3 - 0 | Vélez Sarsfield | 25-23 | 25-18 | 25-18 | —     | —     |
| 9 de marzo  | Vélez Sarsfield | 0 - 3 | Club de Amigos  | 23-25 | 24-26 | 18-25 | —     | —     |
| 11 de marzo | Vélez Sarsfield | 3 - 0 | Club de Amigos  | 25-14 | 25-19 | 11-25 | —     | —     |
| 16 de marzo | Club de Amigos  | 2 - 3 | Vélez Sarsfield | 22-25 | 21-25 | 25-16 | 25-18 | 14-16 |

### Semifinales
Rosario Scholem Sonder - Orígenes Bolívar
| Fecha       | Local                  | Resul | Visitante              | Set 1 | Set 2 | Set 3 | Set 4 | Set 5 |
| ----------- | ---------------------- | ----- | ---------------------- | ----- | ----- | ----- | ----- | ----- |
| 23 de marzo | Rosario Scholem Sonder | 3 - 0 | Orígenes Bolívar       | 25-22 | 25-18 | 25-22 | —     | —     |
| 25 de marzo | Rosario Scholem Sonder | 1 - 3 | Orígenes Bolívar       | 22-25 | 25-17 | 26-28 | 20-25 | —     |
| 30 de marzo | Orígenes Bolívar       | 3 - 1 | Rosario Scholem Sonder | 25-18 | 20-25 | 25-21 | 32-30 | —     |
| 1 de abril  | Orígenes Bolívar       | 3 - 2 | Rosario Scholem Sonder | 27-25 | 25-18 | 19-25 | 20-25 | 15-13 |

Swiss Medical Monteros - Vélez Sarsfield
| Fecha       | Local                  | Resul | Visitante              | Set 1 | Set 2 | Set 3 | Set 4 | Set 5 |
| ----------- | ---------------------- | ----- | ---------------------- | ----- | ----- | ----- | ----- | ----- |
| 23 de marzo | Swiss Medical Monteros | 2 - 3 | Vélez Sarsfield        | 25-21 | 14-25 | 25-18 | 23-25 | 13-15 |
| 25 de marzo | Swiss Medical Monteros | 1 - 3 | Vélez Sarsfield        | 22-25 | 26-24 | 18-25 | 40-42 | —     |
| 30 de marzo | Vélez Sarsfield        | 1 - 3 | Swiss Medical Monteros | 24-26 | 25-19 | 22-25 | 19-25 | —     |
| 1 de abril  | Vélez Sarsfield        | 1 - 3 | Swiss Medical Monteros | 24-26 | 16-25 | 25-22 | 21-25 | —     |
| 6 de abril  | Swiss Medical Monteros | 3 - 2 | Vélez Sarsfield        | 31-29 | 21-25 | 25-20 | 20-25 | 15-10 |

### Final
Orígenes Bolívar - Swiss Medical Monteros
| Fecha       | Local                  | Resul | Visitante              | Set 1 | Set 2 | Set 3 | Set 4 | Set 5 |
| ----------- | ---------------------- | ----- | ---------------------- | ----- | ----- | ----- | ----- | ----- |
| 13 de abril | Orígenes Bolívar       | 2 - 3 | Swiss Medical Monteros | 18-25 | 25-22 | 25-22 | 21-25 | 15-17 |
| 15 de abril | Orígenes Bolívar       | 1 - 3 | Swiss Medical Monteros | 23-25 | 25-20 | 19-25 | 19-25 | —     |
| 20 de abril | Swiss Medical Monteros | 2 - 3 | Orígenes Bolívar       | 25-21 | 25-27 | 25-22 | 22-25 | 8-15  |
| 22 de abril | Swiss Medical Monteros | 3 - 1 | Orígenes Bolívar       | 25-13 | 25-18 | 22-25 | 25-22 | —     |
| 27 de abril | Orígenes Bolívar       | 2 - 3 | Swiss Medical Monteros | 25-15 | 22-25 | 25-16 | 22-25 | 16-18 |

Campeón
Swiss Medical Monteros
Primer título